# Kurt Bolender
Kurt Bolender, född den 21 maj 1912 i Duisburg, död den 10 oktober 1966 i Hagen, var en tysk Oberscharführer, som var delaktig i Aktion T4, Nazitysklands massmord på psykiskt och fysiskt funktionshindrade personer, och Operation Reinhard, förintandet av judarna i Generalguvernementet.

## Biografi
Bolender anslöt sig 1939 till SS-Totenkopfverbände och fick en tjänst inom Nazitysklands eutanasiprogram. Han hade till uppgift att kremera de mördades kroppar vid eutanasiinstituten i bland annat Sonnenstein och Hadamar. Våren 1942 kommenderades Bolender till förintelselägret Sobibór som var en del av Operation Reinhard. Han fick befälet över Läger III med dess gaskamrar. Ett vittne från Sobibór, Moshe Bahir, beskrev Bolender som synnerligen brutal och sadistisk. Enligt Bahir fann Bolender nöje i att piska fångar medvetslösa och att krossa huvudet på små barn.
Efter andra världskriget flydde Bolender, gick under jorden och antog namnet Wilhelm Kurt Vahle. Tyska myndigheter kom dock Bolender på spåren och kunde i maj 1961 arrestera honom. I september 1965 inleddes i Hagen Sobibórrättegången mot tolv före detta krigsförbrytare i Sobibór, däribland Bolender, Karl Frenzel och Ernst Zierke. Vid rättegången hävdade Bolender inledningsvis att han aldrig hade varit i Sobibór, utan istället bekämpat partisaner i området kring Lublin, men under korsförhöret bröt han ihop och erkände. Drygt två månader innan domslutet skulle tillkännages begick Bolender självmord i sin cell.